# Partido Democrático Trabalhista
Der Partido Democrático Trabalhista (PDT) ‚Demokratische Arbeiterpartei‘ ist eine Mitte-links-Partei in Brasilien mit Sitz in der Bundeshauptstadt Brasília. Seit 1986 gehört die Partei zur Sozialistischen Internationalen.
Die Partei betrachtet die Carta de Lisboa ‚Charta von Lissabon‘ vom 17. Juni 1979 als ihren Gründungsakt. Beim Tribunal Superior Eleitoral von Brasilien wurde sie 1980 offiziell registriert. Als Gründer der Partei wird Leonel Brizola (1922–2004), eine Führungsperson des Widerstandes gegen die Militärjunta, die sich 1964 an die Macht putschte und essentiell bis 1990 das Land regierte, angesehen.  Gegenwärtiger Parteivorsitzender ist der ehemalige Arbeitsminister Carlos Lupi aus Rio de Janeiro, der das Amt 2004 nach dem Ableben von Brizola übernahm.
Die Partei fühlt sich allgemein auch durch Getúlio Vargas, João Goulart, Darcy Ribeiro, Alberto Pasqualini, Doutel de Andrade, Abdias Nascimento, Neiva Moreira und Manoel Dias repräsentiert und deren Gedankengut verpflichtet.

## Mitgliederentwicklung
| Jahr        | Zahl      |
| ----------- | --------- |
| 2016, April | 1.248.632 |
| 2017, April | 1.254.146 |
| 2018, April | 1.257.187 |
| 2019, April | 1.258.176 |
| 2020, April | 1.162.151 |
| 2021, April | 1.160.054 |

Von 2019 bis 2021 verlor sie rund 98.000 Mitglieder.

## Bekannte Mitglieder in der Politik
Siehe auch: Parteimitglieder (Kategorie)
- Cid Gomes, ehemaliger Gouverneur
- Ciro Gomes, ehemaliger Gouverneur

## Bekannte ehemalige Mitglieder in der Politik

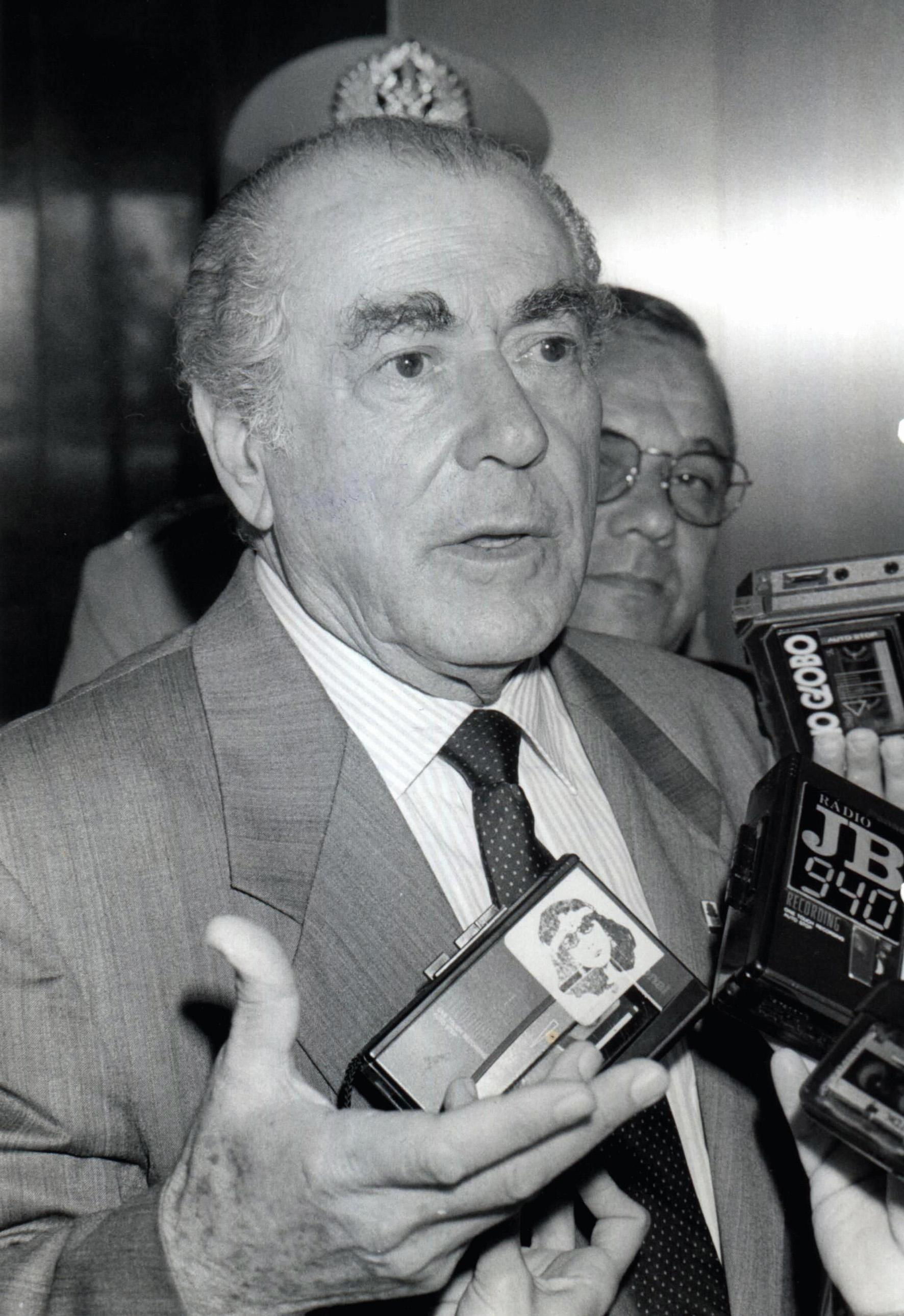
Leonel Brizola

- Leonel Brizola (1922–2004), Parteigründer
- Darcy Ribeiro (1922–1997), Anthropologe und Senator
- Dilma Rousseff, zwischen 1980 und 2001
- Jackson Lago (1934–2011), Mediziner und Politiker
- Jefferson Peres (1932–2008), Senator